# اسلوپ جورج خوان
اسلوپ جورج خوان (به انگلیسی: Spanish sloop Jorge Juan) یک کشتی بود که طول آن ۲۰۹ فوت ۱۰ اینچ (۶۳٫۹۶ متر) بود. این کشتی در سال ۱۸۷۶ ساخته شد.